# Wasserkraut
Wasserkraut (oberfränkisch: Wassakraut) ist ein Gemeindeteil der Stadt Creußen im Landkreis Bayreuth (Oberfranken, Bayern). Wasserkraut liegt in der Gemarkung Gottsfeld.

## Lage
Das Dorf liegt in Hanglage zum Wechselstein (584 m ü. NHN), eine bewaldete Erhebung der Fränkischen Schweiz. Beim Ort entspringt der Wolfsgraben (im Mittellauf Hühnerbach und im Unterlauf Gosenbach genannt). Eine Gemeindeverbindungsstraße führt nach Großweiglareuth zur Kreisstraße BT 47 (1,5 km nordöstlich) bzw. nach Schwürz zur Staatsstraße 2184 (1,5 km südlich).

## Geschichte
Der Ort wurde 1398 als „Waschenkraut“ erstmals urkundlich erwähnt. 1499 wurde er erstmals „Wasserkrauth“ genannt, eine Umdeutung, da das dem Ortsnamen zugrundeliegende Wort wahs (mhd. für scharf, spitz) nicht mehr geläufig war.
Von 1791/92 bis 1810 unterstand Wasserkraut dem preußischen Justiz- und Kammeramt Bayreuth. Mit dem Gemeindeedikt (frühes 19. Jahrhundert) wurde Wasserkraut dem Steuerdistrikt Gottsfeld und der Ruralgemeinde Gottsfeld zugewiesen. Im Rahmen der Gebietsreform in Bayern wurde Wasserkraut am 1. Mai 1978 in die Stadt Creußen eingegliedert.